# Vanimo Harbour
Vanimo Harbour (in der deutschen Kolonialzeit Angriffshafen genannt) ist eine Bucht an der Nordküste der Provinz Sandaun von Papua-Neuguinea. Sie ist damit Teil der Bismarcksee.
Die Bucht wird westlich und östlich von zwei kleineren Halbinseln und vom Kernland Papuas im Süden gebildet und ist etwa 2 km breit und etwa 3 km tief. Die östliche Halbinsel ist durch einen schmalen Isthmus mit dem Kernland verbunden. An diesem Isthmus liegt die für die Bucht heute namensgebende Siedlung Vanimo mit dem ebenso gleichnamigen Flughafen.

## Geschichte
Am 11. August 1827 versuchte der Franzose Dumont d’Urville, in Vanimo an Land zu gehen, wurde aber von zwanzig Kanus angegriffen, woraufhin er die Bucht Anse de l'attaque (deutsch: Angriffshafen) nannte. Am 15. Mai 1885 ging Otto Finsch, der Namensgeber von Finschhafen, hier an Land. Zu dem Zeitpunkt war Eisen in Sandaun bereits bekannt, was auf weitere Handelskontakte mit der Außenwelt hin deutet. 1900 gründeten die Deutschen eine Handelsstation am Hafen von Vanimo, der zu dieser Zeit, nach der Episode mit Dumont d’Urville, Angriffshafen (heute Vanimo Harbour) genannt wurde.
Ab 1899 war die Gegend um die Bucht Teil der deutschen Kolonie Neuguinea und kam 1920 unter australische Mandatsverwaltung.